# Бонанг
Бона́нг — индонезийский ударный музыкальный инструмент, представляющий собой набор бронзовых гонгов, расположенных в горизонтальном положении на деревянной подставке. Каждый гонг имеет в центре выпуклость (пенчу). Звук извлекают, ударяя по этой выпуклости деревянной палочкой, обмотанной на конце хлопчатобумажной тканью или верёвкой. Иногда под гонгами подвешиваются шарообразные резонаторы из жжёной глины. Звук бонанга мягкий и певучий, медленно угасающий.
В индонезийском и малайзийском оркестре гамелан бонанг обычно выполняет гармонические функции, но иногда ему поручается и ведение основной темы.
Среди бонангов различают мужские (вангун лананг) и женские (вангун ведон). У первых гонги имеют высокие бортики и более выпуклую поверхность, у вторых они более низкие и плоские. Также различают в зависимости от размера бонанг пенерус (малый), бонанг барунг (средний) и бонанг пенембунг (большой).